# یواس‌اس ایندیاناپلیس (آی‌دی-۳۸۶۵)
یواس‌اس ایندیاناپلیس (آی‌دی-۳۸۶۵) (به انگلیسی: USS Indianapolis (ID-3865)) یک کشتی بود که طول آن ۴۳۹ فوت ۶ اینچ (۱۳۳٫۹۶ متر) بود. این کشتی در سال ۱۹۱۸ ساخته شد.